# Biohazard (sastav)
Biohazard je američki hardcore punk sastav iz New Yorka osnovan 1988., priznati su kao jedno od ranijih sastava koji u hardcore punk i heavy metal pjesmama uvrštavaju elemente hip hopa (ta mješavina je poznata kao rapcore).
Sastav je raspušten 2006. poslije njihovog albumskog izdanja Means To An End. Godine 2008. sastav je opet počeo s djelovanjem.

## Diskografija

### Demosnimke
- 1988. - Demo 1
- 1989. - Demo 2

### Studijski albumi
- 1990. - Biohazard
- 1992. - Urban Discipline
- 1994. - State of the World Address
- 1996. - Mata Leao
- 1999. - New World Disorder
- 2001. - Uncivilization
- 2003. - Kill Or Be Killed
- 2005. - Means To An End
- 2012. - Reborn in Defiance

### Live albumi
- 1997. - No Holds Barred (Live in Europe)
- 2009. - Live in San Francisco

### Kompilacije
- 2001. - Tales From The B-Side